# Tamara De Treaux
Tamara De Treaux (* 21. Oktober 1959 in Kalifornien als Tamara Detro; † 28. November 1990 in North Hollywood, Los Angeles, Kalifornien) war eine US-amerikanische Schauspielerin.
Die kleinwüchsige, nur 79 Zentimeter (2 Fuß, 7 Zoll) große De Treaux war eine Freundin des amerikanischen Schriftstellers Armistead Maupin. Sie lieferte die Vorlage für die Heldin Cadence Roth in seinem Roman Maybe the Moon (deutsch: Die Kleine).
Tamara De Treaux spielte neben Michael Patrick „Little Pat“ Bilon in Steven Spielbergs Film E. T. (1982) den Außerirdischen und befand sich im Inneren der Puppe. Trotz ihrer tragenden Rolle blieb sie dem Publikum unbekannt. Am  28. November 1990 starb sie im Alter von 31 Jahren an Herzversagen.